# Conopea merrilli
Conopea merrilli är en kräftdjursart som först beskrevs av Zullo 1966.  Conopea merrilli ingår i släktet Conopea och familjen Archaeobalanidae. Inga underarter finns listade i Catalogue of Life.